# 果巴马
果巴马（Kobakma）是印度尼西亚巴布亚省的一个城镇，是中曼伯拉莫县的行政中心。2010年统计，果巴马区（印尼语：Distrik Kobakma）共18,418人。

## 资料来源
1. ↑  Biro Pusat Statistik, Jakarta, 2011.